# Șanțul palatin mare
Șanțurile palatine mari (Sulcus palatinus major) sunt 2 șanțuri, unul situat pe fața laterală a lamei perpendiculare a osului palatin și altul pe fața posterioară a corpului maxilei; când maxila și osul palatin se articulează aceste șanțuri formează canalul palatin mare (Canalis palatinus major).